# عضلة إبرية لسانية

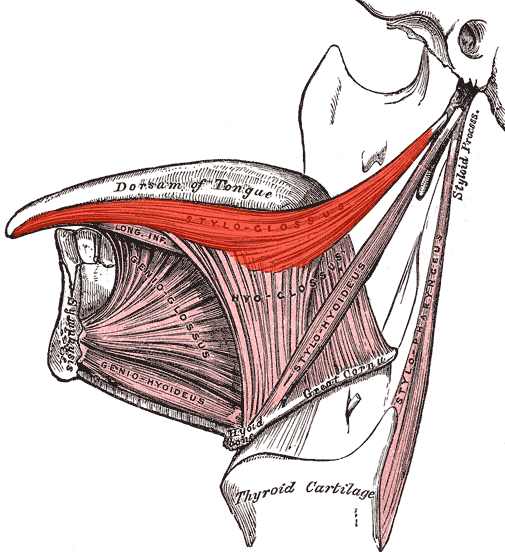
العضلة

العضلة الإبرِية اللسانية Styloglossus Muscle هي إحدى عضلات اللسان الخارجية. وهي أصغر وأقصر العضلات الإبرية (Styloid Muscles).

## منشأ العضلة
تنشأ العضلة من السطح الأمامي والوحشي للنتوء الإبري (Styloid Process) وبالرباط الإبري الفكي (Stylomandibular Ligament).

## مرتكز العضلة
تتداخل مع ألياف العضلة الطولانية السفلية للسان.

## تعصب العضلة
تُعصب هذه العضلة من العصب تحت اللسان (Hypoglossal Nerve).